# Jacqueline du Roure
Jacqueline du Roure, vicomtesse de Polignac, född 1641, död 1720, var en fransk aristokrat. Hon var en av de åtalade i den berömda giftmordsaffären.
Hon var dotter till François Scipion de Grimoard de Beauvoir du Roure och Grésinde de Baudan, gifte sig den 17 januari 1658 med Louis-Armand III de Polignac, vicomte de Polignac (1608-1692). 
Jacqueline du Roure var en kund till Catherine Monvoisin. Hon anlitade Adam Lesage för att utöva svart magi för att få kungen att bli förälskad i henne. Hon önskade också förgifta Louise de La Valliere. 
Hon flydde från Frankrike i januari 1680 för att undvika att bli gripen och ställd inför rätta. Hennes make följde inte med henne i landsflykt. 18 juli 1680 förklarades hon för tredskande i sin frånvaro. Hennes kvarlämnade make hördes och uppgav att han hade varit medveten om att hon försökt utöva svart magi för att få kungen förälskad i sig och medgav att han inte hade försökt hindra henne. 
Hon återvände från exilen 1686. Ludvig XIV avstod från att gripa henne, men förvisade henne från huvudstaden. 